# Stanislav Brenčič
Stanislav Brenčič, slovenski politik, poslanec in strojni tehnik, * 8. april 1950.

## Življenjepis
Leta 1996 je bil izvoljen v 2. državni zbor Republike Slovenije; v tem mandatu je bil član naslednjih delovnih teles:
- Komisija za narodni skupnosti (od 16. januarja 1997),
- Komisija za peticije (od 16. januarja 1997),
- Odbor za gospodarstvo (od 16. januarja 1997),
- Odbor za infrastrukturo in okolje (od 16. januarja 1997) in
- Odbor za zdravstvo, delo, družino in socialno politiko (od 16. januarja 1997).

Stanislav Brenčič, član Slovenske ljudske stranke, je bil leta 2004 tretjič izvoljen v Državni zbor Republike Slovenije; v tem mandatu je bil član naslednjih delovnih teles:
- Komisija za poslovnik,
- Odbor za zunanjo politiko in
- Odbor za delo, družino, socialne zadeve in invalide (predsednik).

Predhodno je bil leta 1994 izvoljen za župana Občine Logatec.